# Luminosità (fisica delle particelle)
In fisica delle particelle la luminosità indica il numero di eventi per unità di tempo per sezione d'urto, ed è uno dei parametri fondamentali che caratterizza un acceleratore di particelle, in particolare un collisore.

## Definizioni
La formula che definisce la luminosità L è:
{\displaystyle L={\frac {1}{\sigma }}{\frac {dN}{dt}}}
dove {\displaystyle \sigma } è la sezione d'urto, N il numero di eventi (urti) e t il tempo. Un acceleratore con una luminosità alta permette quindi di rivelare fenomeni rari, che hanno una sezione d'urto bassa.
Nel caso di collisioni fra due fasci di particelle, non continui, ma divisi in pacchetti di particelle che si scontrano (come avviene nel collisionatore LHC al CERN), vale la formula:
{\displaystyle L={\frac {N_{1}N_{2}}{A}}f}
dove {\displaystyle N_{1}} e {\displaystyle N_{2}} sono il numero di particelle presenti nei due pacchetti, {\displaystyle A} è la sezione trasversale media dei fasci e {\displaystyle f} la frequenza con la quale si urtano due pacchetti, data dal numero di pacchetti in circolazione per la frequenza di circolazione all'interno dell'acceleratore del singolo pacchetto.
La luminosità istantanea dà una misura del tasso di collisioni che si verificano in un acceleratore di particelle del tipo collisore, in base a quanto sono intensi i fasci di particelle circolanti e quanto sono compressi al punto di collisione. Anche se ciò non implica che tutte queste particelle si scontrino, stringendo più particelle in uno spazio ristretto le collisioni sono più probabili, sebbene ciò può provocare l'intensificarsi di effetti parassiti dovuti alla repulsione coulombiana tra particelle con una medesima carica elettrica, che hanno effetto sia a corto raggio (intra-beam scattering) che a lungo raggio (effetto beam-beam).
L'unità di misura solitamente usata per la luminosità è {\displaystyle \mathrm {cm} ^{-2}\mathrm {s} ^{-1}}, tuttavia viene usato come unità di misura anche il barn inverso al secondo ({\displaystyle 1\mathrm {b} ^{-1}\mathrm {s} ^{-1}=10^{24}\mathrm {cm} ^{-2}\mathrm {s} ^{-1}}).
Il record attuale di luminosità spetta all'acceleratore di particelle giapponese KEKB: {\displaystyle 2.11\times 10^{34}\mathrm {cm} ^{-2}\mathrm {s} ^{-1}}.
L'upgrade dell'acceleratore, SuperKEKB, punta ad ottenere una luminosità di picco 40 volte maggiore del record: {\displaystyle 8\times 10^{35}\mathrm {cm} ^{-2}\mathrm {s} ^{-1}}.

## Luminosità integrata
Se si integra la luminosità istantanea nel tempo si ottiene la luminosità integrata, che dà il numero di eventi con una certa sezione d'urto generati nell'intervallo di tempo T.
{\displaystyle L_{int}=\int _{0}^{T}Ldt}
Ad esempio, se nell'intervallo di tempo T otteniamo una luminosità integrata di 1 {\displaystyle pb^{-1}}, alla fine della raccolta dati ci aspetteremo di trovare indicativamente 1 evento da 1 pb, o 1000 eventi da 1 nb, oppure 5000 eventi da 200 μb e via dicendo.